# Agroforestry Systems
Agroforestry Systems is een internationaal, aan collegiale toetsing onderworpen wetenschappelijk tijdschrift op het gebied van de landbouwkunde en de bosbouw. De naam wordt in literatuurverwijzingen meestal afgekort tot Agroforest. Syst. Het wordt uitgegeven door Springer Science+Business Media.